# Велике Врхе
Велике Врхе (словен. Velike Vrhe) — поселення в общині Іванчна Гориця, Осреднєсловенський регіон, Словенія. Висота над рівнем моря: 505,6 м.